# Krakowskie (Przemyśl)
Krakowskie – osiedle administrayjne nr 19 miasta Przemyśla (jednostka pomocnicza gminy)
Położone jest w północnej części miasta i obejmuje ulice: Generała Władysława Andersa, Bukowa, Cicha, Podpułkownika Kazimierza Gurbiela, Krakowska, Monte Cassino, Mieczysława Orłowicza, Armii Krajowej strona prawa do nr 16, strona lewa do nr 25, Zakopiańska.
W 2023 roku liczba mieszkańców Krakowskiego wynosiła 1155.